# ALL SINGLES BEST (清水翔太のアルバム)
『ALL SINGLES BEST』（オール・シングルス・ベスト）は、2015年2月25日にMASTERSIX FOUNDATIONから発売された清水翔太の1枚目のベストアルバム。

## 概要
2008年のデビューシングル「HOME」以降にリリースされた全シングル曲20曲と、未発表曲「春風」を含む、全21曲を収録。全曲にリマスタリング音源が施されており、音質が向上している。
通常盤「2CD」と、初回生産限定盤「2CD+DVD、豪華ブックレット、三方背BOX仕様」の2形態で発売。初回生産限定盤付属のDVDには、「My Road To Here」と題した約40分の特典映像が収録されている。

## 収録曲
- 全作詞・作曲：清水翔太（特記以外）

### DISC 1（CD）
1. HOME
編曲：3rd Productions
  - 1stシングル
2. I miss you -refrain-
作曲：清水翔太、DJ CONTROLER、U.M.E.D.Y.、Wolf Junk／編曲：MANABOON
  - 18thシングル、アルバム初収録。
3. DREAM
編曲：村山晋一郎
  - 16thシングル
4. 君さえいれば feat. 小田和正
編曲：小田和正
  - 13thシングル
5. さよならはいつも側に
作曲：清水翔太、亀田誠治／編曲：亀田誠治
  - 4thシングル (両A面2曲目)
6. Diggin' On U
編曲：塩川満己
  - デジタルシングル
7. love
編曲：MANABOON
  - 10thシングル
8. My Treasure
編曲：3rd Productions
  - 3rdシングル
9. 冬が終わる前に
編曲：MANABOON
  - 12thシングル
10. 桜 -Additional Track-
編曲：森俊之
  - 2ndアルバム『Journey』収録曲
11. マダオワラナイ
編曲：清水翔太、村山晋一郎
  - 11thシングル

### DISC 2（CD）
1. YOU & I
編曲：村山晋一郎
  - 9thシングル
2. GOODBYE
編曲：Shingo.S
  - 7thシングル
3. 君が好き
編曲：MANABOON
  - 5thシングル
4. 「アイシテル」
編曲：3rd Productions
  - 2ndシングル
5. 366日 feat. 仲宗根泉（HY）
作詞・作曲：仲宗根泉
  - 14thシングル
6. 君が暮らす街
編曲：村山晋一郎
  - 8thシングル
7. SNOW SMILE
編曲：MANABOON
  - 17thシングル、アルバム初収録。
8. WOMAN DON'T CRY
編曲：清水翔太
  - 15thシングル
9. 美しき日々よ
編曲：弦一徹
  - 4thシングル (両A面1曲目)
10. 春風 -Bonus Track-
編曲：村山晋一郎
  - デビュー前に制作し、ライヴで披露されたこともあった未発表曲。
  - 今作で初CD化[2]。

### DISC 3（初回生産限定盤DVD）
- My Road To Here
  1. OPENING
  2. BACK TO OSAKA
  3. SOUL FOOD IN THE NEIGHBORFOOD
  4. AT AMERICA MURA
  5. AT VOCAL ＆ DANCE SCHOOL
  6. RETURN TO TOKYO
  7. DRINK WITH THE CREW
  8. AT RECORDING STUDIO
  9. INTERVIEW

## 演奏
Disc 1
- 石成正人：Guitar (#1.3.7.8)
- 弦一徹ストリングス：Strings (#1.8)
- 弦一徹：Strings Arrangement (#1.8)
- Shingo.S：All Other Instruments ＆ Programming (#1)
- 上條頌：Guitar (#2)
- 後藤勇一郎ストリングス：Strings (#2.3.7.9)
- 後藤勇一郎：Strings Arrangement (#2.3.7.9)
- MANABOON：All Other Instruments ＆ Programming (#2.7.9)
- 村山晋一郎：All Other Instruments ＆ Programming (#3.11)
- 木村万作：Drums (#4)
- ネイザン・イースト：Bass (#4)
- 佐橋佳幸：Guitar (#4)
- 藤井珠緒：Percussion (#4)
- 望月英樹：Programming (#4)
- 名越由貴夫：Guitar (#5)
- 金原千恵子ストリングス：Strings (#5)
- 上杉洋史：Keyboards (#5)
- 飯田高広：Synth Programming (#5)
- 塩川満己：All Instruments & Programming (#6)
- 3rd Productions：All Other Instruments ＆ Programming (#8)
- 森俊之：Piano (#10)
- Nick Lane：Trombone & Horn Arrangement (#11)
- Lee Thornburg：Trumpet (#11)
- Dave Boruff：Tenor Sax (#11)

Disc 2
- 清水翔太：All Instruments & Programming (#8)
- 石成正人：Guitar (#1.3.4.9)
- 村山晋一郎：All Other Instruments ＆ Programming (#1.6.10)
- Sean Lerner：Piano (#1)
- MANABOON：All Other Instruments ＆ Programming (#3.7)
- 弦一徹ストリングス：Strings (#4.9)
- 弦一徹：Strings Arrangement (#4.9)
- 3rd Productions：All Other Instruments ＆ Programming (#4)
- 仲宗根泉 (HY)：Piano & Chorus (#5)
- マサ小浜：Guitar (#6)
- 後藤勇一郎ストリングス：Strings (#6.7.10)
- 後藤勇一郎：Strings Arrangement (#6.7.10)
- 中西康晴：Piano (#6)
- 佐野康夫：Drums (#6)
- 沖山優司：Fender Bass (#6)
- 伊藤隆博：Organ (#9)
- Shingo.S：All Other Instruments ＆ Programming (#9)